# Guttau
Guttau (en sorabe: Hućina) est une ancienne commune de Saxe (Allemagne), située dans l'arrondissement de Bautzen, dans le district de Dresde. Depuis le 1er janvier 2013, elle est rattachée à Malschwitz.